# Великий Бор (Гордеевский район)
Вели́кий Бор — село в Гордеевском районе Брянской области, в составе Гордеевского сельского поселения. Расположено в 6 км к юго-западу от села Гордеевка, на реке Неженке (бассейн Ипути). 
Население — 51 человек (2010).

## История
Основано Шираями в середине XVIII века как слобода (первонач. назв. — Нестеровка); позднее — владение Безбородко и др. (казачьего населения не имела). В 1809 на средства графа Безбородко был построен каменный храм Вознесения Господня (сохранился в полуразрушенном виде).
До 1781 года входило в Новоместскую сотню Стародубского полка; с 1782 по 1921 в Суражском уезде (с 1861 — в составе Гордеевской волости); в 1921—1929 в Клинцовском уезде (та же волость). В конце XIX века работала школа грамоты и винокуренный завод.
С 1929 года в Гордеевском районе, а в период его временного расформирования (1963—1985) — в Клинцовском районе. С 1919 до 1960 года — центр Великоборского сельсовета; в 1960—1966 в Заводо-Корецком сельсовете.
51 человек (2010)